# آمنه (ترانه)
آمنه از ترانه‌های معروف در ایران است که اولین بار توسط نعمت‌الله آغاسی اجرا شد و در کنار ترانهٔ لب کارون، او را به شهرت رساند. بعدها خوانندگان دیگری از جمله اندی این اثر را بازخوانی کردند.